# Francisco d'Andrade

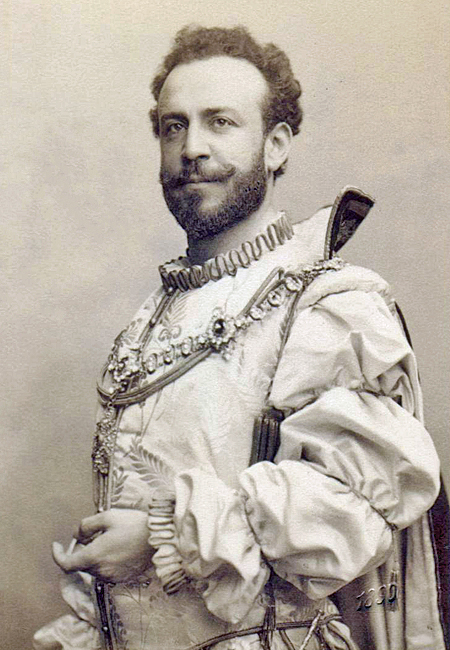
Francisco d’Andrade als Don Giovanni

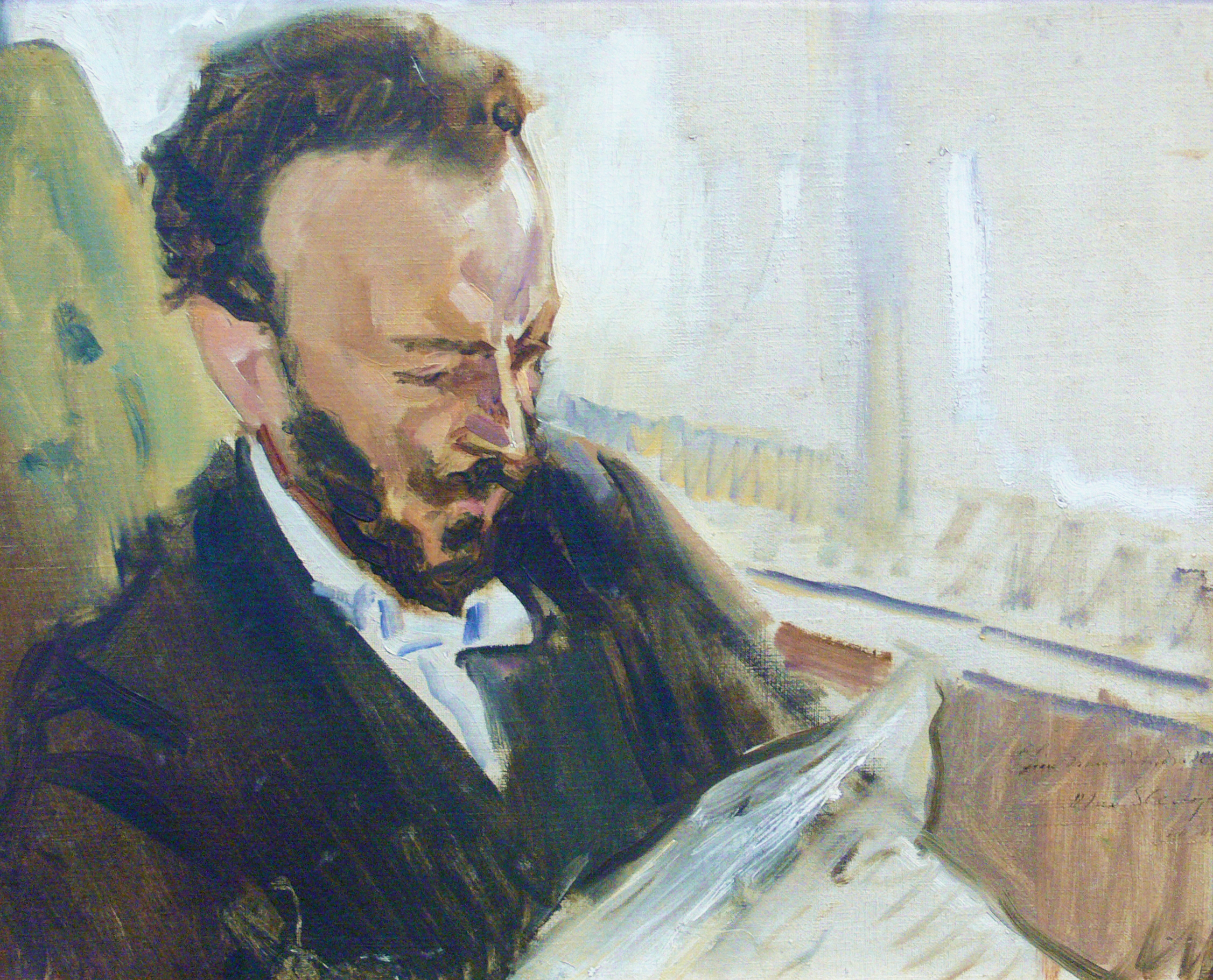
Max Slevogt: Francisco d’Andrade, een krant lezend, 1903

Francisco d’Andrade (ook wel Francesco d'Andrade genoemd, zijn geboortenaam is Francisco Augusto D'Andrade e Silva) (Lissabon, 11 januari 1859 - Berlijn, 8 februari 1921) was een Portugees operazanger met een baritonstem.
D'Andrade was opgeleid door Miraglia en Ronconi in Milaan. Hij zong met Berlijn als uitvalsbasis op alle grote Europese operapodia. Met name zijn vertolkingen van de rol van Don Giovanni uit Mozarts gelijknamige opera bezorgden hem faam. In deze rol heeft Max Slevogt hem diverse keren geportretteerd.

## Levensloop
D'Andrades vader was prominent jurist in Lissabon, hetgeen ertoe leidde dat d'Andrade aanvankelijk een opleiding tot advocaat kreeg. Net als zijn oudere broer António had hij belangstelling voor het theater en de opera. Beide broers woonden regelmatig voorstellingen bij in het Teatro do Ginásio en deden beiden mee in amateurproducties van de Sociedade Taborda. D'Andrade leerde acteren en musiceren bij Manuel Carreira en Arturo Pontecchi, de dirigent van het Teatro São Carlos. Hij gaf zijn eerste openbare zanguitvoering in 1879 in de  Salão da Trindade in Lissabon. In het voorjaar van 1881 reisde hij naar Milaan voor een vervolgopleiding. Daar studeerde hij bij de tenor Corrado Miraglia en vervolgens na Miraglias dood bij de bariton Sebastiano Ronconi.
D'Andrade maakte zijn operadebuut op 23 december 1882 in het Teatro Principe Amedeo in San Remo in de rol van Amonasro in Aida van Verdi. Gedurende de eropvolgende vier jaar zong hij in operahuizen in Portugal, Spanje en Italië, waaronder het Teatro Costanzi in Rome, waar hij in Verdis Il trovatore zong en ook de rol van Severo in de eerste uitvoering van Donizettis Poliuto in dat theater vertolkte. Zowel hij als zijn broer kregen een contract aan het Théâtre Privé d'Opéra in Moskou voor de seizoenen 1885 en 1886. Ze zouden ook hier in diverse producties te horen zijn, zoals in de wereldpremière ine 1888 van Alfredo Keils opera Donna Bianca in het Teatro São Carlos met Francisco als Adaour en António als Aben-Afan.

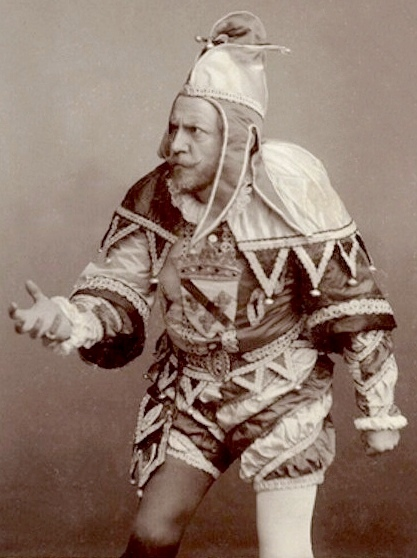
D'Andrade als Rigoletto, de rol waarmee hij zijn debuut maakte in Covent Garden in 1886

D'Andrade begon aan een vijfjarig contract met de Royal Italian Opera in Londen in 1886. In die tijd zong hij vele baritonrollen, zoals Renato (Un ballo in maschera), Figaro (Il barbiere di Siviglia), Escamillo (Carmen), Giorgio Germont (La traviata), Enrico Ashton (Lucia di Lammermoor), Telramund (Lohengrin), en de titelrol in Rigoletto en Don Giovanni. Met name de Don Giovanni-rol was hem op het lijf geschreven, zodat hij deze ook in de Salzburger Festspiele in 1901 mocht vertolken.
Hoewel hij in heel Europa als gastzanger optrad verbleef d'Andrade zijn latere jaren voornamelijk in Duitsland. In 1894 werd hij door de Beierse vorst onderscheiden. Hij bezat een groot huis in Bad Harzburg, dat later een officieus centrum voor Portugese cultuur in Duitsland werd. Tussen 1891 en 1910 zong hij regelmatig bij de opera in Frankfurt alsook bij  diverse andere Duitse operahuizen. Zo zong hij in 1889 voor het eerst aan de Berlijnse Hofopera en werd daar in 1906 eemn vast zanger tot zijn dood.
D'Andrade verbleef gedurende de Eerste Wereldoorlog in Lissabon maar keerde terug naar Duitsland toen de oorlog afgelopen was. Hij stopte met optreden in 1919 en stierf twee jaar later in Berlij op 65-jarige leeftijd. Zijn stoffelijk overschot werd teruggebracht naar Lissabon en aldaar in een familiegraf bijgezet. Zijn vrouw, de Oostenrijkse pianiste en zangeres Irma Noethig, die hij in 1900 trouwde, overleefde hem. Zij kregen samen een zoon, Francisco António Luís de Andrade. Zijn vrouw keerde later naar Wenen terug waar zij in 1937 stierf.

## Onderscheiding
- Van het Beiers hof: Königlich bayerischer Kammersänger

- Bibliothèque nationale de France: cb138907718 (data)
- Gemeinsame Normdatei: 118649124
- International Standard Name Identifier: 0000 0000 3238 7327
- Library of Congress Control Number: n91025184
- Système universitaire de documentation: 245198709
- Union List of Artist Names: 500342133
- Virtual International Authority File: 5724407
- WorldCat: E39PBJdh4dCVxhKFcHDGy9wV4q